# Béard
Béard és un municipi francès, situat al departament del Nièvre i a la regió de Borgonya - Franc Comtat. L'any 2007 tenia 167 habitants.

## Demografia

### Població
El 2007 la població de fet de Béard era de 167 persones. Hi havia 72 famílies, de les quals 24 eren unipersonals (12 homes vivint sols i 12 dones vivint soles), 24 parelles sense fills i 24 parelles amb fills.
La població ha evolucionat segons el següent gràfic:
Habitants censats

### Habitatges
El 2007 hi havia 88 habitatges, 74 eren l'habitatge principal de la família, 11 eren segones residències i 3 estaven desocupats. 82 eren cases i 6 eren apartaments. Dels 74 habitatges principals, 63 estaven ocupats pels seus propietaris, 10 estaven llogats i ocupats pels llogaters i 1 estava cedit a títol gratuït; 7 tenien dues cambres, 12 en tenien tres, 20 en tenien quatre i 34 en tenien cinc o més. 56 habitatges disposaven pel capbaix d'una plaça de pàrquing. A 33 habitatges hi havia un automòbil i a 31 n'hi havia dos o més.

### Piràmide de població
La piràmide de població per edats i sexe el 2009 era:
| Homes | Edats   | Dones |
| ----- | ------- | ----- |
| 0     | 95 o +  | 0     |
| 0     | 90 a 94 | 0     |
| 0     | 85 a 89 | 0     |
| 0     | 80 a 84 | 4     |
| 0     | 75 a 79 | 8     |
| 0     | 70 a 74 | 0     |
| 4     | 65 a 69 | 8     |
| 8     | 60 a 64 | 0     |
| 12    | 55 a 59 | 0     |
| 0     | 50 a 54 | 4     |
| 8     | 45 a 49 | 8     |
| 12    | 40 a 44 | 20    |
| 4     | 35 a 39 | 0     |
| 4     | 30 a 34 | 4     |
| 0     | 25 a 29 | 0     |
| 4     | 20 a 24 | 4     |
| 16    | 15 a 19 | 8     |
| 12    | 10 a 14 | 12    |
| 12    | 5 a 9   | 0     |
| 0     | 0 a 4   | 0     |

## Economia
El 2007 la població en edat de treballar era de 104 persones, 76 eren actives i 28 eren inactives. De les 76 persones actives 66 estaven ocupades (41 homes i 25 dones) i 10 estaven aturades (6 homes i 4 dones). De les 28 persones inactives 2 estaven jubilades, 11 estaven estudiant i 15 estaven classificades com a «altres inactius».

### Ingressos
El 2009 a Béard hi havia 70 unitats fiscals que integraven 156 persones, la mediana anual d'ingressos fiscals per persona era de 16.758,5 €.

### Activitats econòmiques
Dels 4 establiments que hi havia el 2007, 1 era d'una empresa de construcció i 3 d'empreses de serveis.
L'any 2000 a Béard hi havia 3 explotacions agrícoles.

## Poblacions més properes
El següent diagrama mostra les poblacions més properes.